# Lista över kommuner i departementet Loir-et-Cher

Departementet Loir-et-Chers läge i Frankrike.

Detta är en lista över de 291 kommunerna i departementet Loir-et-Cher i Frankrike.
| Insee-nummer | Postnummer | Kommun                             |
| ------------ | ---------- | ---------------------------------- |
| 41001        | 41310      | Ambloy                             |
| 41002        | 41400      | Angé                               |
| 41003        | 41100      | Areines                            |
| 41004        | 41800      | Artins                             |
| 41005        | 41170      | Arville                            |
| 41006        | 41240      | Autainville                        |
| 41007        | 41310      | Authon                             |
| 41008        | 41500      | Avaray                             |
| 41009        | 41330      | Averdon                            |
| 41010        | 41100      | Azé                                |
| 41011        | 41290      | Baigneaux                          |
| 41012        | 41170      | Baillou                            |
| 41013        | 41250      | Bauzy                              |
| 41014        | 41170      | Beauchêne                          |
| 41015        | 41290      | Beauvilliers                       |
| 41016        | 41130      | Billy                              |
| 41017        | 41240      | Binas                              |
| 41018        | 41000      | Blois                              |
| 41019        | 41290      | Boisseau                           |
| 41020        | 41800      | Bonneveau                          |
| 41022        | 41270      | Bouffry                            |
| 41023        | 41400      | Bourré                             |
| 41024        | 41270      | Boursay                            |
| 41025        | 41250      | Bracieux                           |
| 41026        | 41160      | Brévainville                       |
| 41027        | 41370      | Briou                              |
| 41028        | 41160      | Busloup                            |
| 41029        | 41120      | Candé-sur-Beuvron                  |
| 41030        | 41360      | Cellé                              |
| 41031        | 41120      | Cellettes                          |
| 41032        | 41120      | Chailles                           |
| 41033        | 41190      | Chambon-sur-Cisse                  |
| 41034        | 41250      | Chambord                           |
| 41035        | 41330      | Champigny-en-Beauce                |
| 41036        | 41600      | Chaon                              |
| 41037        | 41290      | La Chapelle-Enchérie               |
| 41038        | 41320      | La Chapelle-Montmartin             |
| 41039        | 41500      | La Chapelle-Saint-Martin-en-Plaine |
| 41040        | 41330      | La Chapelle-Vendômoise             |
| 41041        | 41270      | La Chapelle-Vicomtesse             |
| 41042        | 41110      | Châteauvieux                       |
| 41043        | 41130      | Châtillon-sur-Cher                 |
| 41044        | 41320      | Châtres-sur-Cher                   |
| 41045        | 41150      | Chaumont-sur-Loire                 |
| 41046        | 41600      | Chaumont-sur-Tharonne              |
| 41047        | 41260      | La Chaussée-Saint-Victor           |
| 41048        | 41270      | Chauvigny-du-Perche                |
| 41049        | 41700      | Chémery                            |
| 41050        | 41700      | Cheverny                           |
| 41051        | 41400      | Chissay-en-Touraine                |
| 41052        | 41120      | Chitenay                           |
| 41053        | 41170      | Choue                              |
| 41054        | 41700      | Choussy                            |
| 41055        | 41150      | Chouzy-sur-Cisse                   |
| 41056        | 41160      | La Colombe                         |
| 41057        | 41290      | Conan                              |
| 41058        | 41370      | Concriers                          |
| 41059        | 41700      | Contres                            |
| 41060        | 41170      | Cormenon                           |
| 41061        | 41120      | Cormeray                           |
| 41062        | 41700      | Couddes                            |
| 41063        | 41110      | Couffy                             |
| 41064        | 41150      | Coulanges                          |
| 41065        | 41100      | Coulommiers-la-Tour                |
| 41066        | 41500      | Courbouzon                         |
| 41067        | 41700      | Cour-Cheverny                      |
| 41068        | 41230      | Courmemin                          |
| 41069        | 41500      | Cour-sur-Loire                     |
| 41070        | 41800      | Couture-sur-Loir                   |
| 41071        | 41220      | Crouy-sur-Cosson                   |
| 41072        | 41100      | Crucheray                          |
| 41073        | 41160      | Danzé                              |
| 41074        | 41220      | Dhuizon                            |
| 41075        | 41270      | Droué                              |
| 41077        | 41290      | Épiais                             |
| 41078        | 41360      | Épuisay                            |
| 41079        | 41800      | Les Essarts                        |
| 41080        | 41400      | Faverolles-sur-Cher                |
| 41081        | 41100      | Faye                               |
| 41082        | 41120      | Feings                             |
| 41083        | 41210      | La Ferté-Beauharnais               |
| 41084        | 41300      | La Ferté-Imbault                   |
| 41085        | 41220      | La Ferté-Saint-Cyr                 |
| 41086        | 41250      | Fontaines-en-Sologne               |
| 41087        | 41800      | Fontaine-les-Coteaux               |
| 41088        | 41270      | Fontaine-Raoul                     |
| 41089        | 41270      | La Fontenelle                      |
| 41090        | 41360      | Fortan                             |
| 41091        | 41330      | Fossé                              |
| 41092        | 41120      | Fougères-sur-Bièvre                |
| 41093        | 41190      | Françay                            |
| 41094        | 41700      | Fresnes                            |
| 41095        | 41160      | Fréteval                           |
| 41096        | 41270      | Le Gault-Perche                    |
| 41097        | 41130      | Gièvres                            |
| 41098        | 41310      | Gombergean                         |
| 41099        | 41230      | Gy-en-Sologne                      |
| 41100        | 41800      | Les Hayes                          |
| 41101        | 41190      | Herbault                           |
| 41102        | 41800      | Houssay                            |
| 41103        | 41310      | Huisseau-en-Beauce                 |
| 41104        | 41350      | Huisseau-sur-Cosson                |
| 41105        | 41370      | Josnes                             |
| 41106        | 41600      | Lamotte-Beuvron                    |
| 41107        | 41310      | Lancé                              |
| 41108        | 41190      | Lancôme                            |
| 41109        | 41190      | Landes-le-Gaulois                  |
| 41110        | 41320      | Langon                             |
| 41112        | 41230      | Lassay-sur-Croisne                 |
| 41113        | 41800      | Lavardin                           |
| 41114        | 41500      | Lestiou                            |
| 41115        | 41160      | Lignières                          |
| 41116        | 41100      | Lisle                              |
| 41118        | 41200      | Loreux                             |
| 41119        | 41370      | Lorges                             |
| 41120        | 41360      | Lunay                              |
| 41121        | 41370      | La Madeleine-Villefrouin           |
| 41122        | 41320      | Maray                              |
| 41123        | 41370      | Marchenoir                         |
| 41124        | 41100      | Marcilly-en-Beauce                 |
| 41125        | 41210      | Marcilly-en-Gault                  |
| 41126        | 41110      | Mareuil-sur-Cher                   |
| 41127        | 41210      | La Marolle-en-Sologne              |
| 41128        | 41330      | Marolles                           |
| 41129        | 41250      | Maslives                           |
| 41130        | 41500      | Maves                              |
| 41131        | 41100      | Mazangé                            |
| 41132        | 41140      | Méhers                             |
| 41133        | 41240      | Membrolles                         |
| 41134        | 41500      | Menars                             |
| 41135        | 41320      | Mennetou-sur-Cher                  |
| 41136        | 41500      | Mer                                |
| 41137        | 41150      | Mesland                            |
| 41138        | 41100      | Meslay                             |
| 41139        | 41130      | Meusnes                            |
| 41140        | 41200      | Millançay                          |
| 41141        | 41160      | Moisy                              |
| 41142        | 41190      | Molineuf                           |
| 41143        | 41170      | Mondoubleau                        |
| 41144        | 41150      | Monteaux                           |
| 41145        | 41120      | Monthou-sur-Bièvre                 |
| 41146        | 41400      | Monthou-sur-Cher                   |
| 41147        | 41120      | Les Montils                        |
| 41148        | 41350      | Montlivault                        |
| 41149        | 41800      | Montoire-sur-le-Loir               |
| 41150        | 41250      | Mont-près-Chambord                 |
| 41151        | 41400      | Montrichard                        |
| 41152        | 41210      | Montrieux-en-Sologne               |
| 41153        | 41800      | Montrouveau                        |
| 41154        | 41160      | Morée                              |
| 41155        | 41500      | Muides-sur-Loire                   |
| 41156        | 41500      | Mulsans                            |
| 41157        | 41230      | Mur-de-Sologne                     |
| 41158        | 41100      | Naveil                             |
| 41159        | 41210      | Neung-sur-Beuvron                  |
| 41160        | 41250      | Neuvy                              |
| 41161        | 41600      | Nouan-le-Fuzelier                  |
| 41163        | 41310      | Nourray                            |
| 41164        | 41140      | Noyers-sur-Cher                    |
| 41165        | 41170      | Oigny                              |
| 41166        | 41700      | Oisly                              |
| 41167        | 41150      | Onzain                             |
| 41168        | 41300      | Orçay                              |
| 41169        | 41190      | Orchaise                           |
| 41170        | 41120      | Ouchamps                           |
| 41171        | 41290      | Oucques                            |
| 41172        | 41160      | Ouzouer-le-Doyen                   |
| 41173        | 41240      | Ouzouer-le-Marché                  |
| 41174        | 41100      | Périgny                            |
| 41175        | 41100      | Pezou                              |
| 41176        | 41300      | Pierrefitte-sur-Sauldre            |
| 41177        | 41170      | Le Plessis-Dorin                   |
| 41178        | 41370      | Le Plessis-l'Échelle               |
| 41179        | 41270      | Le Poislay                         |
| 41180        | 41400      | Pontlevoy                          |
| 41181        | 41110      | Pouillé                            |
| 41182        | 41190      | Pray                               |
| 41183        | 41240      | Prénouvellon                       |
| 41184        | 41310      | Prunay-Cassereau                   |
| 41185        | 41200      | Pruniers-en-Sologne                |
| 41186        | 41160      | Rahart                             |
| 41187        | 41100      | Renay                              |
| 41188        | 41290      | Rhodon                             |
| 41189        | 41150      | Rilly-sur-Loire                    |
| 41190        | 41100      | Rocé                               |
| 41191        | 41370      | Roches                             |
| 41192        | 41800      | Les Roches-l'Évêque                |
| 41193        | 41270      | Romilly                            |
| 41194        | 41200      | Romorantin-Lanthenay               |
| 41195        | 41230      | Rougeou                            |
| 41196        | 41270      | Ruan-sur-Egvonne                   |
| 41197        | 41170      | Saint-Agil                         |
| 41198        | 41110      | Saint-Aignan                       |
| 41199        | 41310      | Saint-Amand-Longpré                |
| 41200        | 41100      | Sainte-Anne                        |
| 41201        | 41800      | Saint-Arnoult                      |
| 41202        | 41170      | Saint-Avit                         |
| 41203        | 41330      | Saint-Bohaire                      |
| 41204        | 41350      | Saint-Claude-de-Diray              |
| 41205        | 41190      | Saint-Cyr-du-Gault                 |
| 41206        | 41000      | Saint-Denis-sur-Loire              |
| 41207        | 41500      | Saint-Dyé-sur-Loire                |
| 41208        | 41190      | Saint-Étienne-des-Guérets          |
| 41209        | 41100      | Saint-Firmin-des-Prés              |
| 41210        | 41290      | Sainte-Gemmes                      |
| 41211        | 41400      | Saint-Georges-sur-Cher             |
| 41212        | 41350      | Saint-Gervais-la-Forêt             |
| 41213        | 41310      | Saint-Gourgon                      |
| 41214        | 41160      | Saint-Hilaire-la-Gravelle          |
| 41215        | 41800      | Saint-Jacques-des-Guérets          |
| 41216        | 41160      | Saint-Jean-Froidmentel             |
| 41217        | 41400      | Saint-Julien-de-Chédon             |
| 41218        | 41320      | Saint-Julien-sur-Cher              |
| 41219        | 41240      | Saint-Laurent-des-Bois             |
| 41220        | 41220      | Saint-Laurent-Nouan                |
| 41221        | 41370      | Saint-Léonard-en-Beauce            |
| 41222        | 41320      | Saint-Loup                         |
| 41223        | 41190      | Saint-Lubin-en-Vergonnois          |
| 41224        | 41170      | Saint-Marc-du-Cor                  |
| 41225        | 41800      | Saint-Martin-des-Bois              |
| 41226        | 41100      | Saint-Ouen                         |
| 41228        | 41800      | Saint-Rimay                        |
| 41229        | 41140      | Saint-Romain-sur-Cher              |
| 41230        | 41000      | Saint-Sulpice-de-Pommeray          |
| 41231        | 41210      | Saint-Viâtre                       |
| 41232        | 41300      | Salbris                            |
| 41233        | 41120      | Sambin                             |
| 41234        | 41190      | Santenay                           |
| 41235        | 41170      | Sargé-sur-Braye                    |
| 41236        | 41310      | Sasnières                          |
| 41237        | 41700      | Sassay                             |
| 41238        | 41360      | Savigny-sur-Braye                  |
| 41239        | 41110      | Seigy                              |
| 41240        | 41150      | Seillac                            |
| 41241        | 41300      | Selles-Saint-Denis                 |
| 41242        | 41130      | Selles-sur-Cher                    |
| 41243        | 41100      | Selommes                           |
| 41244        | 41160      | Semerville                         |
| 41245        | 41500      | Séris                              |
| 41246        | 41120      | Seur                               |
| 41247        | 41230      | Soings-en-Sologne                  |
| 41248        | 41170      | Souday                             |
| 41249        | 41300      | Souesmes                           |
| 41250        | 41800      | Sougé                              |
| 41251        | 41600      | Souvigny-en-Sologne                |
| 41252        | 41500      | Suèvres                            |
| 41253        | 41370      | Talcy                              |
| 41254        | 41170      | Le Temple                          |
| 41255        | 41800      | Ternay                             |
| 41256        | 41300      | Theillay                           |
| 41257        | 41400      | Thenay                             |
| 41258        | 41140      | Thésée                             |
| 41259        | 41100      | Thoré-la-Rochette                  |
| 41260        | 41220      | Thoury                             |
| 41261        | 41190      | Tourailles                         |
| 41262        | 41250      | Tour-en-Sologne                    |
| 41263        | 41800      | Tréhet                             |
| 41264        | 41240      | Tripleville                        |
| 41265        | 41800      | Trôo                               |
| 41266        | 41120      | Valaire                            |
| 41267        | 41400      | Vallières-les-Grandes              |
| 41268        | 41230      | Veilleins                          |
| 41269        | 41100      | Vendôme                            |
| 41270        | 41240      | Verdes                             |
| 41271        | 41230      | Vernou-en-Sologne                  |
| 41272        | 41150      | Veuves                             |
| 41273        | 41290      | Vievy-le-Rayé                      |
| 41274        | 41800      | Villavard                          |
| 41275        | 41160      | La Ville-aux-Clercs                |
| 41276        | 41000      | Villebarou                         |
| 41277        | 41270      | Villebout                          |
| 41278        | 41310      | Villechauve                        |
| 41279        | 41800      | Villedieu-le-Château               |
| 41280        | 41200      | Villefranche-sur-Cher              |
| 41281        | 41330      | Villefrancœur                      |
| 41282        | 41200      | Villeherviers                      |
| 41283        | 41100      | Villemardy                         |
| 41284        | 41290      | Villeneuve-Frouville               |
| 41285        | 41220      | Villeny                            |
| 41286        | 41310      | Villeporcher                       |
| 41287        | 41100      | Villerable                         |
| 41288        | 41000      | Villerbon                          |
| 41289        | 41240      | Villermain                         |
| 41290        | 41100      | Villeromain                        |
| 41291        | 41100      | Villetrun                          |
| 41292        | 41500      | Villexanton                        |
| 41293        | 41100      | Villiersfaux                       |
| 41294        | 41100      | Villiers-sur-Loir                  |
| 41295        | 41350      | Vineuil                            |
| 41296        | 41600      | Vouzon                             |
| 41297        | 41600      | Yvoy-le-Marron                     |